# Elementality
Elementality je rolkarska video revija podjetja Element. Njen predhodnik je rolkarski film Elementality Vol 1, ki pa ni bil številka video revije, zato je prva številka Elementality Vol 2, ki je izšla 1.septembra 2006. 
Revijo so ustvarili z nastankom Audio visual oddelka v podjetju in bo izhajala 2 krat letno in dokumentirala turneje in dogodke povezane z ekipami podjetja Element. Revija bo brezplačno objavljena na internetu in na brezplačnih DVDjih.
V intervjuju za revijo Transworld Skateboarding je Bam Margera dejal, da bi raje videl, da bi Element izdal en rolkarski film, kot pa da izdaja video revijo.